# Isodictya pulviliformis
Isodictya pulviliformis är en svampdjursart som först beskrevs av Koltun 1955.  Isodictya pulviliformis ingår i släktet Isodictya och familjen Isodictyidae. Inga underarter finns listade i Catalogue of Life.